# عقد 910 هـ
عقد 910 هـ هو الفترة بين عام 910 إلى 919 في التقويم الهجري، أي العشر سنوات الثانية من القرن العاشر الهجري.